# 齿突斜纹蟹
齿突斜纹蟹（学名：Plagusia dentipes）为方蟹科斜纹蟹属的动物。分布于日本、朝鲜、诺福克岛、克马德克群岛、俾斯麦群岛、台湾岛等地，生活环境为海水，主要栖息于潮间带岩石岸以及亦可在浅水处。